# Borden (Saskatchewan)
Borden es un pueblo canadiense situado en la provincia de Saskatchewan.

## Superficie
Borden tiene una superficie de 0,73 km².

## Demografía
En 2021, tenía 281 habitantes, una densidad poblacional de 384,7 hab./km², y 131 viviendas.